# L'Últim Sopar (Dalí)
L'Últim Sopar o El sagrament de l'Últim Sopar és un famós quadre realitzat per Salvador Dalí l'any 1955. És pintat a l'oli sobre tela, mesura 167 × 268 cm i es troba a la National Gallery of Art de Washington DC. Aquesta obra és una representació moderna del famós quadre La Santa Cena de Leonardo da Vinci, la iconografia del qual recupera. S'emmarca en l'anomenada "etapa atòmica" de Dalí (anys 50).

## Descripció
El quadre està molt relacionat amb el nombre dotze. La sala on es troben Jesús i els seus apòstols és un dodecàedre. Al fons d'aquesta s'entreveu un paisatge a trenc d'alba, tot i que el sopar va ser de nit. Aquesta escena reflecteix un paisatge típic de la costa empordanesa recordant el mar i les roques que podria veure el mateix Dalí a Cadaqués. Crist, en el centre, sembla estar predicant davant dels deixebles, els quals inclinen els seus caps i resen. Les aparences dels deixebles són diferents entre si: cadascun porta una túnica diferent i fins i tot semblen ser persones de diferents races i països. Els tretze personatges envolten una taula de pedra sobre la qual hi ha un vas de vi i un pa partit en dos; curiosament no apareix cap calze antic sinó un vas de vidre d'aparença moderna que conté vi. El pa i el vi estan tractats com natura morta.
Crist no és representat com de costum. El seu cabell és clar i no té barba. La seva túnica és l'única que deixa al descobert el seu pit. Observant amb més detall, veiem que Crist és transparent en la seva part inferior, ja que la barca pot veure's a través d'ell.
A sobre de tot el conjunt hi ha el tors de Crist, símbol del seu lliurament a l'home, de la seva carn. Estén els seus braços i, igual com el Crist que es troba a baix, es difumina a poc a poc.
A diferència d'altres representacions de l'últim sopar, el gest de Crist no és meditabund ni malenconiós, sinó que reflecteix força i serenitat; a més, no hi apareixen representades les actituds dels deixebles descrites en els Evangelis (per exemple, no pot distingir-se qui és Judes, ja que tots els deixebles del quadre apareixen reclinats en actitud de dol i no parlant entre si).